# Sabro
Sabro – miasto w Danii, w regionie Jutlandia Środkowa, w gminie Aarhus.